# Грант (округ Шавано, Вісконсин)
Грант (англ. Grant) — місто (англ. town) в США, в окрузі Раск штату Вісконсин. Населення — 732 особи (2020).

## Демографія
Згідно з переписом 2010 року, у місті мешкало 813 осіб у 311 домогосподарстві у складі 224 родин. Було 365 помешкань
Расовий склад населення:
| - 98,8 % — білих - 0,2 % — чорних або афроамериканців - 0,1 % — азіатів |

До двох чи більше рас належало 0,6 %. Частка іспаномовних становила 0,7 % від усіх жителів.
За віковим діапазоном населення розподілялося таким чином: 27,1 % — особи молодші 18 років, 57,2 % — особи у віці 18—64 років, 15,7 % — особи у віці 65 років та старші. Медіана віку мешканця становила 42,5 року. На 100 осіб жіночої статі у місті припадало 104,3 чоловіків;  на 100 жінок у віці від 18 років та старших — 105,2 чоловіків також старших 18 років.
Середній дохід на одне домашнє господарство  становив 49 978 доларів США (медіана — 42 946), а середній дохід на одну сім'ю — 56 439 доларів (медіана — 49 286). Медіана доходів становила 33 875 доларів для чоловіків та 32 917 доларів для жінок. За межею бідності перебувало 16,0 % осіб, у тому числі 20,4 % дітей у віці до 18 років та 17,2 % осіб у віці 65 років та старших.
Цивільне працевлаштоване населення становило 286 осіб. Основні галузі зайнятості: будівництво — 16,1 %, освіта, охорона здоров'я та соціальна допомога — 14,3 %, виробництво — 13,6 %.